# Стена щитов

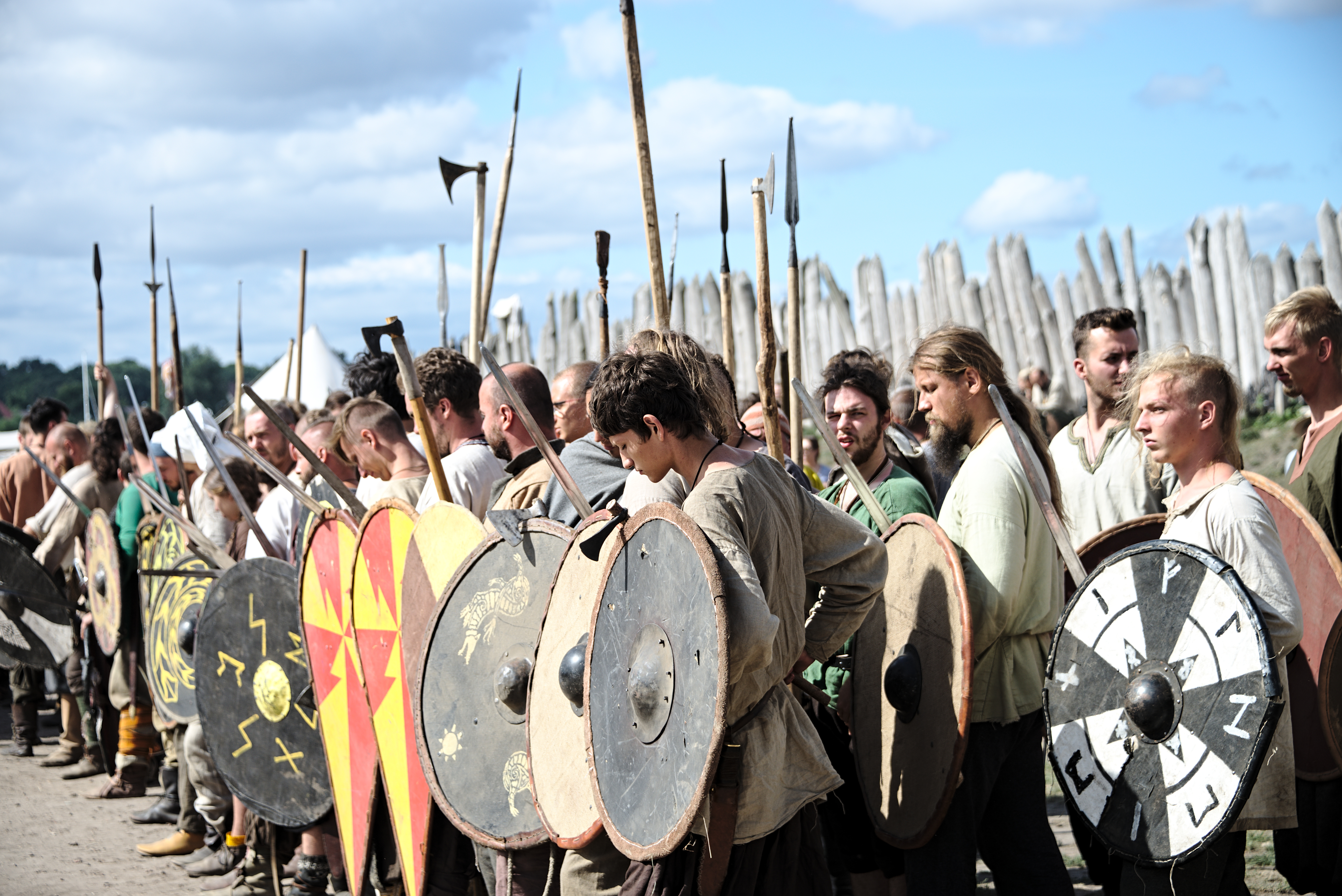
Современные реконструкторы в строю со щитами

Стена щитов (скьялборг) — фалангообразное защитное построение, сходное с римской «черепахой». Основывалось на «перехлесте» щитов воинов, стоявших в линиях. Слабость данного построения была той же, что и у фаланги: прорыв строя означал поражение армии, использующей данное построение.
В основном использовалось в Раннее Средневековье на Севере Европы (Англия, страны Скандинавии). Самое известное сражение Средневековья в котором использовалась «стена щитов» — битва при Стэмфорд Бридж 1066 год, в котором выявились все слабости данного построения.
В современной культуре «стена щитов» упоминается под названием «тангайл» в произведениях Дж. Р. Р. Толкина, где используется воинами народа дунэдайн и впоследствии гондорцами (см. Дж. Р. Р. Толкин — отрывок «Побоище в Ирисной Низине»)